# バクシ
バクシ（モンゴル語：ᠪᠠᡴᠰᡳ、転写：Baqsi）は、「（主に宗教上の）師/師父」を意味するモンゴル語。漢語の「博士」がウイグル語を経てモンゴル語に入ったものであるが、モンゴル帝国が広大な領土を支配したことにより東アジア以外のユーラシア大陸各地でも用いられた。その意味するところは時代や地域によって幅がある。後にはモンゴル語から満洲語にも取り入れられ、一種の敬称として用いられた。

## 概要

### ウイグル王国
「バクシ」の語源については漢語の「博士」、イラン語の「バグ（神）」、テュルク語の「バフ（見る）」など諸説あるが、現在は漢語の「博士」に由来すると見るのが主流である。
そもそも漢語の「博士」は7世紀半ばの漢訳仏典において「（宗教上の）教師」を意味する単語として用いられており、この用法を輸入する形でウイグル語訳仏典でも用いられるようになった。11世紀頃に編纂されたと見られるウイグル語訳『金光明最勝王経』において「バクシ（baxšï）」の用法が確認され、天山ウイグル王国の時代には「師/師僧」を意味する単語として「バクシ」は定着していたようである。また、元代の漢文史料には「八恰室者、漢云博士也（バクシは、漢で言うところの博士である）」という記述もあり、元代の漢人もモンゴル語のバクシが「博士」と同義であることを認識していたようである。

### モンゴル帝国
13世紀初頭に勃興したモンゴル帝国はウイグル文字を導入することで文書行政を整え、その過程で多くのウイグル語単語がモンゴル文語に取り入れられた。「バクシ」もこのような流れでモンゴル語に取り入れられたと見られ、最も早い事例として全真教の李志常が「八合識（バクシ）」と呼称されている。
モンゴル帝国における「バクシ」について、最も詳細な記録を残しているのがマルコ・ポーロの『東方見聞録』である。
ここでは、カアンの側近くに仕える妖術に長けた仏僧がバクシと呼ばれており、彼等はチベットやカシミール出身、すなわちチベット仏教僧であったと見なされる。実際に、元代の漢文史料で「バクシ」と称されているのはタムパ・バクシやカルマ・パクシなど、非漢人の高位の仏僧であった。

### ジョチ・ウルス
仏教徒が少なく、モンゴル系国家の中では最も早くイスラーム教を受容したジョチ・ウルスでは、「バクシ」という言葉はむしろシャーマンに対する呼称として用いられていた。ジョチ・ウルスに関する史料では、「バクシ」は呪い師や魔術師と並んで名前を挙げられ、主にイスラーム化に反対する勢力として記される。例えば、イスラーム化に消極的であったトクタ・ハンは「偶像崇拝者で、バクシや占い師であるウイグル人を好んでいた」と記され、またイスラーム化を強力に推し進めたウズベク・ハンは「かなりの数のウイグル人、バクシ、占い師を殺した」とされる。
現代においても、ジョチ・ウルスの系譜を汲むカザフ、キルギス、ウズベクなどでは「バクシ」はシャーマンを意味する単語として用いられている。シャーマンとバクシの密接な関係は、タントラ派のウイグル仏僧もバクシと呼ばれたことに由来するのではないかと考えられる。

### フレグ・ウルス
西アジア一帯を支配したフレグ・ウルスでも「バクシ」という用語は用いられており、ガザン・ハンは幼少期に「偶像崇拝者であるバクシたちを従者・教師とされた」と記録されている。一方、1270年代のペルシア語詩には 「シャーマンたちを思わせる汝の巻き毛はバクシの筆のように汝の顔の上でウイグル文字を練習した」とあり、バクシは「ウイグル文字を練習する者=ウイグル文字文書記」であるとも認識されていた。そもそも、ウイグル文字読み書きの能力は支配者層に直結する技能としてモンゴル帝国の支配下で重視されており、フレグ・ウルスにおいても「ウイグルの言語と文字がこの上ない学識・技芸と見なされて」いた。
フレグ・ウルスの末期に編纂が始まり、ジャライル朝時代に完成した『書記規範』では、「ウイグル＝バクシ」の任命書について詳細に記載される。この任命書では、バクシは「モンゴル語命令文書記」もしくは「モンゴル文書記」と呼ばれ、ベルシア語を解さない「モンゴルとテュルクの諸集団」に「彼らの言葉と文字で命令を送る」ことが職掌とされている。もともとは仏教の師を意味するバクシが書記官を意味するようになったのは、モンゴル時代初期にウイグル文字の読み書きに長けたウイグル仏僧が書記業務に従事したためであるとみられる。フレグ・ウルスのバクシにはモンゴル系の出身者から先祖代々のムスリム定住民までおり、書記としての技能に長けてさえいれば出自は問われなかったようである。

### 後金
後金の時代に、満洲人はモンゴル語からこの言葉を借用して文人を指し、後金ハーンが大臣に褒賞を与える際にも使用する言葉となった。